# Y-хромосома

Хромосомная идеограмма Y-хромосомы человека

Y-хромосо́ма — одна из двух половых хромосом в системе хромосомного определения пола XY, которая встречается у многих животных, в том числе у большинства млекопитающих, включая человека. У млекопитающих содержит ген SRY, определяющий мужской пол организма, а также гены, необходимые для нормального формирования сперматозоидов. Мутации в гене SRY могут привести к формированию женского организма с генотипом XY (синдром Свайера). Y-хромосома человека состоит из более чем 62 миллионов пар нуклеотидов.

## Открытие
Y-хромосому как определяющую пол хромосому идентифицировала в 1905 году Нетти Стивенс, изучая хромосомы у большого мучного хрущака. Эдмунд Уилсон самостоятельно обнаружил те же механизмы в том же году. Нетти Стивенс предположила, что хромосомы всегда существуют в парах и что Y-хромосома является парой Х-хромосомы, открытой в 1890 году Германом Хенкингом. Она поняла, что идея, высказанная Кларенсом Мак-Клангом, что Х-хромосома определяет пол, была неверной и что определение пола, по сути, связано с наличием или отсутствием Y-хромосомы. Стивенс назвала хромосому «Y» просто в алфавитном порядке, вслед за «Х» Хенкинга.

## Общие сведения
Клетки большинства млекопитающих содержат две половых хромосомы: Y-хромосома и X-хромосома — у самцов, две X-хромосомы — у самок. У некоторых млекопитающих, например, утконоса, пол определяется не одной, а пятью парами половых хромосом. При этом половые хромосомы утконоса имеют больше сходства с Z-хромосомой птиц, а ген SRY, вероятно, не участвует в его половой дифференциации.
В человеческой популяции клетки некоторых мужчин содержат две (реже несколько) X-хромосомы и одну Y-хромосому (см. синдром Клайнфельтера); или одну X-хромосому и две Y-хромосомы (XYY-синдром); клетки некоторых женщин содержат несколько, чаще три (см. Трисомия по X-хромосоме) или одну X-хромосомы (см. синдром Шерешевского — Тёрнера). В некоторых случаях наблюдается повреждение гена SRY (с формированием женского XY организма) или его копирование на X-хромосому (с формированием мужского XX-организма) (см. также Интерсексуальность).
Различные типы полиморфизмов, которые содержатся в Y-хромосоме, могут быть поделены на две большие группы: биаллельные и микросателлитные маркеры. Биаллельные маркеры включают однонуклеотидные полиморфизмы (SNP), инсерции и делеции. SNP составляют более 90% от всех полиморфизмов. Другим часто встречающимся типом полиморфизмов являются тандемные повторы, расположенные в некодирующих областях. Они классифицируются в зависимости от длины повтора: сателлитная ДНК, минисателлиты (VNTRs), микросателлиты или короткие тандемные (простые) повторы (STRs). В популяционных исследованиях Y-хромосомы используются главным образом микросателлиты.

## Происхождение и эволюция у позвоночных

### До появления Y-хромосомы
У многих эктотермных («холоднокровных») позвоночных отсутствуют половые хромосомы. Если у них имеются два пола, то пол определяется в большей степени условиями среды, чем генетически. У некоторых из них, в частности рептилий, пол зависит от температуры инкубации; другие являются гермафродитами (то есть каждая особь содержит как мужские, так и женские гаметы).

### Происхождение
Считается, что X- и Y-хромосомы произошли от пары идентичных хромосом, когда у древних млекопитающих возник ген, один из аллелей (одна из разновидностей) которого приводил к развитию мужского организма. Хромосомы, несущие этот аллель, стали Y-хромосомами, а вторая хромосома в этой паре стала X-хромосомой. Таким образом, X- и Y-хромосомы изначально отличались лишь одним геном. C течением времени гены, полезные для самцов и вредные (либо не имеющие никакого эффекта) для самок, либо развивались в Y-хромосоме, либо перемещались в Y-хромосому в процессе транслокации.

### Ингибирование рекомбинации
Доказано, что рекомбинация между X- и Y-хромосомами вредна — она приводит к появлению самцов без необходимых генов в Y-хромосоме и самок с ненужными или даже вредными генами, до этого находившимися только в Y-хромосоме. В результате, во-первых, полезные самцам гены накапливались возле генов, определяющих пол, и, во-вторых, рекомбинация в этой части хромосомы подавлялась для сохранения этого присущего только самцам района. С течением времени гены в Y-хромосоме повреждались (см. следующий раздел), после чего она теряла участки, не содержащие полезных генов, и процесс начинался в соседних участках. В результате многократного повторения этого процесса 95 % человеческой Y-хромосомы не способно к рекомбинации.

### Потеря генов
Предположение о потере генов было основано на высокой скорости мутирования, неэффективного отбора и генетического дрейфа. Существует гипотеза о том, что 300 млн. лет назад Y-хромосома человека имела около 1400 генов, однако в научной среде данная гипотеза не нашла ни малейших подтверждений, поскольку ДНК, даже в идеальных условиях, сохраняется не более 1 млн лет. Поэтому используется сравнительный геномный анализ, подразумевающий сравнение с другими видами. Сравнительный геномный анализ, однако, показывает, что некоторые виды млекопитающих испытывают потерю функций в их гетерозиготных половых хромосомах, а сходные с человеческим не испытывают. Сравнительный геномный анализ, как установили недавние исследования Y-хромосом человека и шимпанзе, показал, что человеческая Y-хромосома не потеряла ни одного гена с момента дивергенции человека и шимпанзе около 6—7 миллионов лет назад и потеряла только один ген с момента дивергенции человека и макаки-резус около 25 миллионов лет назад, что доказывает ошибочность данной гипотезы.

#### Высокая скорость мутирования
Человеческая Y-хромосома частично подвержена высокой скорости мутирования в связи со средой, в которой она находится. Так, например, наиболее распространённой мутацией человека, приобретаемой в течение жизни, является потеря Y-хромосомы (LOY) в клетках крови мужчин, связанная с возрастом и курением, которая, видимо, уменьшает продолжительность жизни мужчин. Y-хромосома передается исключительно через сперматозоиды, которые образуются в результате множественных клеточных делений клеток-предшественниц в процессе гаметогенеза. Каждое клеточное деление предоставляет дополнительную возможность для накопления мутаций. К тому же сперматозоиды находятся в высокоокислительной среде яичек, которая стимулирует усиление мутирования. Эти два условия вместе повышают риск мутирования Y-хромосомы в 4,8 раза по сравнению с остальным геномом.

#### Неэффективный отбор
При возможности генетической рекомбинации геном потомства будет отличаться от родительского. В частности, геном с меньшим числом вредных мутаций может быть получен из родительских геномов с большим числом вредных мутаций.
Если рекомбинация невозможна, то при появлении некой мутации можно ожидать, что она проявится и в будущих поколениях, так как процесс обратной мутации маловероятен. По этой причине при отсутствии рекомбинации количество вредных мутаций со временем увеличивается. Этот механизм называется храповиком Мёллера.
Часть Y-хромосомы (у человека — 95 %) неспособна к рекомбинации. Считается, что это — одна из причин, по которой она подвергается порче генов.

### Возраст Y-хромосомы
До недавних пор считалось, что X- и Y-хромосомы появились около 300 миллионов лет назад. Однако недавние исследования, в частности секвенирование генома утконоса, показывают, что хромосомное определение пола отсутствовало ещё 166 миллионов лет назад при отделении однопроходных от других млекопитающих. Эта переоценка возраста хромосомной системы определения пола базируется на исследованиях, показавших, что последовательности в X-хромосоме сумчатых и плацентарных млекопитающих присутствуют в аутосомах утконоса и птиц. Более старая оценка базировалась на ошибочных сообщениях о наличии этих последовательностей в X-хромосоме утконоса.

## Y-хромосома человека
У человека Y-хромосома состоит из чуть более чем 57 миллионов пар нуклеотидов, что составляет почти 2 % от генома человека. Хромосома содержит 203 гена, из которых 63 кодируют белок, а также 397 псевдогенов. Наиболее значимым геном на Y-хромосоме является ген SRY, служащий генетическим «включателем» для развития организма по мужскому типу. Признаки, наследуемые через Y-хромосому, носят название голандрических.
Человеческая Y-хромосома не способна рекомбинироваться с X-хромосомой, за исключением небольших псевдоаутосомных участков на теломерах (которые составляют около 5 % длины хромосомы). Это реликтовые участки древней гомологии между X- и Y-хромосомами. Основная часть Y-хромосомы, которая не подвержена рекомбинации, называется NRY (англ. non-recombining region of the Y chromosome). Эта часть Y-хромосомы позволяет посредством оценки однонуклеотидного полиморфизма определить прямых предков по отцовской линии.
В 2023 году специалисты заявили о том, что удалось полностью расшифровать Y-хромосому человека. В ходе научной работы был обнаружен 41 ранее неизвестный ген.

## Последующая эволюция
В терминальных стадиях дегенерации Y-хромосомы другие хромосомы все чаще используют гены и функции, ранее связанные с ней. Наконец, Y-хромосома полностью исчезает, и возникает новая система определения пола. Несколько видов грызунов достигли этих стадий:
- Закавказская слепушонка и некоторые другие виды грызунов полностью потеряли Y-хромосому и SRY. Некоторые из них перенесли гены, присутствующие на Y-хромосоме, на Х-хромосому. У рюкийской мыши оба пола имеет XO-генотип (у человека при таком наборе половых хромосом возникает синдром Шерешевского — Тёрнера), тогда как все особи некоторых видов слепушонок обладают генотипом XX.
- Лесные и арктический лемминги и несколько видов в роде южноамериканских полевых хомячков (Akodon) характеризуются наличием фертильных самок, которые обладают генотипом XY, в дополнение к обычным самкам XX, из-за различных модификаций К хромосомам X и Y.
- Самки североамериканской полевки Microtus oregoni с одной Х-хромосомой производят только гаметы X, а самцы XY производят Y-гаметы или гаметы, лишенные какой-либо половой хромосомы, из-за нерасхождения хромосом[24].

Вне отряда грызунов у черного мунтжака появились новые X и Y-хромосомы благодаря слиянию предковых половых хромосом и аутосом.
Считается, что у людей Y-хромосома утратила почти 90 % своих изначальных генов и этот процесс продолжается, а её риск мутирования в пять раз выше, чем у других участков ДНК. В ходе исследований учёные пришли к выводу, что теоретически люди могут размножаться без Y-хромосомы. Вполне возможно, что Y-хромосома у людей исчезнет в ходе дальнейших эволюционных изменений.

## Соотношение полов 1:1
Принцип Фишера показывает, почему почти у всех видов, использующих половое размножение, соотношение полов составляет 1:1, а это означает, что в случае людей 50 % потомства получат Y-хромосому, а 50 % — нет. У. Д. Гамильтон дал следующее объяснение в своей статье 1967 года «Чрезвычайные соотношения полов»:
1. Предположим, что мужчины рождаются реже, чем женщины.
2. Новорождённый мужчина имеет лучшие перспективы спаривания, чем новорождённая женщина, и поэтому может рассчитывать на то, что у него будет больше потомства.
3. Поэтому родители, генетически предрасположенные к рождению самцов, обычно имеют число внуков больше среднего.
4. Поэтому гены, несущие предрасположенность к рождению мужчин, распространяются, и мужчины рождаются чаще.
5. По мере того, как соотношение полов приближается к 1:1, преимущество, связанное с производством самцов, угасает.
6. Те же рассуждения имеют место, если самки заменяют самцов.
7. Следовательно, 1:1 — равновесное соотношение[26].